# Ceratagallia loca
Ceratagallia loca är en insektsart som beskrevs av Paul W. Oman 1939. Ceratagallia loca ingår i släktet Ceratagallia och familjen dvärgstritar. Inga underarter finns listade i Catalogue of Life.